# Stazione di Sant'Andrea dei Lagni
La stazione di Santa Maria Capua Vetere-Sant'Andrea dei Lagni era una stazione ferroviaria posta sulla linea Alifana bassa. Serviva il centro abitato di Santa Maria Capua Vetere, ed in particolare la frazione di Sant'Andrea dei Lagni.

## Storia
La stazione venne attivata il 30 marzo 1913 insieme alla tratta ferroviaria da Napoli a Capua (Alifana bassa). Inizialmente, faceva anche da punto di interscambio fra la tratta alta (non elettrificata) dell'Alifana per Piedimonte Matese, di cui questa stazione originariamente rappresentava il capolinea meridionale e la tratta bassa (elettrificata) per Napoli, che aveva invece Capua come capolinea settentrionale.
Dagli anni 1930 fino al 1956 la dirigenza unica della linea ebbe questa stazione come sede, fu poi spostata ad Aversa.
Nel secondo dopoguerra, dopo la ricostruzione della tratta alta a scartamento ordinario e con l'utilizzo della linea RFI via Cancello da parte di quest'ultima, la stazione di Sant'Andrea dei Lagni divenne il capolinea settentrionale della tratta bassa per Napoli.
A causa della crescente urbanizzazione dell’hinterland napoletano il servizio ferroviario non risultava più adeguato alle esigenze; pertanto il 20 febbraio 1976 l’esercizio venne sospeso, in previsione della costruzione di una nuova linea metropolitana corrente più ad est.

## Strutture e impianti
Il fabbricato viaggiatori a due piani di cui era dotata la stazione è tuttora visibile, mentre il piazzale binari è coperto dalle strade costruite in seguito alla chiusura della linea. Dalla stazione partiva anche una breve diramazione verso l'allora deposito dell'Alifana bassa, utilizzato fino a qualche anno dopo la chiusura della linea ed ora inaccessibile e in parte coperto dalla vegetazione, e che raggiungeva lo scalo merci della tuttora esistente stazione di Santa Maria Capua Vetere (RFI).